# Tượng Chúa Kitô Cứu Thế (Rio de Janeiro)
Chúa Kitô Cứu Thế (tiếng Bồ Đào Nha: Cristo Redentor, tiếng Bồ Đào Nha Brazil: [ˈkɾistu ʁedẽˈtoʁ]) là một bức tượng Chúa Giêsu tại Rio de Janeiro, Brasil. Tượng tạc theo trường phái Art Deco, cao 30 mét (98 ft), đặt trên bệ cao 8 mét (26 ft), sải tay của tượng là 28 mét (92 ft), nặng 635 tấn, nằm trên đỉnh của núi Corcovado cao 700 mét (2.300 ft), thuộc công viên quốc gia rừng Tijuca hướng về phía thành phố.

Tương quan chiều cao của một số bức tượng khổng lồ:
1. Tượng Thống nhất
2. Trung Nguyên Đại Phật 153 m (bao gồm 25 m bệ và 20 m ngai vàng)
3. Tượng Nữ thần Tự do 93 m (bao gồm 47 m bệ)
4. Tượng Mẹ Tổ quốc kêu gọi 87 m (bao gồm 2 m bệ)
5. Tượng Chúa Kitô Cứu Thế (Rio de Janeiro) 38 m (bao gồm 8 m bệ)
6. Tượng David 5,17 m

Tượng là một biểu tượng của Kitô giáo ở Brasil, trở thành một hình tượng văn hóa của cả thành phố Rio de Janeiro và quốc gia Brasil. Tượng được làm từ bê tông cốt thép và đá biến chất steatit, và được xây dựng từ năm 1922 đến năm 1931.

## Lịch sử

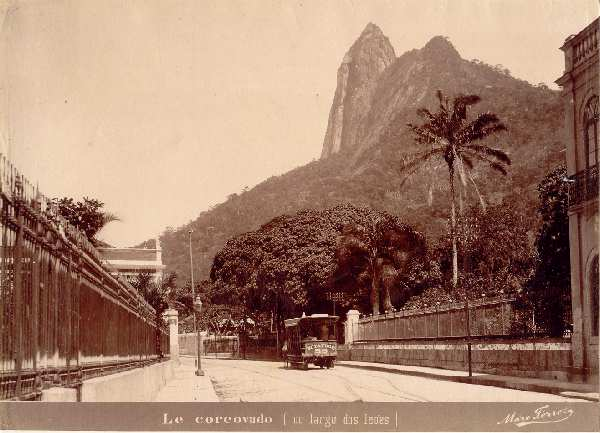
Ngọn núi Corcovado trước khi khởi công xây dựng tượng, thế kỉ XIX.

Ý tưởng xây dựng một tượng lớn trên đỉnh Corcovado lần đầu được đề xuất vào giữa thập niên 1850, khi linh mục Pedro Maria Boss đề xuất đặt một công trình Kitô giáo trên núi Corcovado nhằm vinh danh Hoàng nữ Isabel, nhiếp chính của Brasil và là con của Hoàng đế Pedro II; Công chúa Isabel không làm theo thỉnh cầu. Năm 1889, quốc gia trở thành một nước cộng hòa, ý tưởng bị bãi bỏ cùng với việc chính thức phân tách nhà nước và nhà thờ.
Lần đề xuất thứ nhì về một tượng mang tính cảnh quan trên núi được nhóm tín hữu Kitô giáo Rio đưa ra vào năm 1920. Nhóm này tổ chức một sự kiện gọi là Semana do Monumento ("tuần kỷ niệm") nhằm thu hút quyên góp và thu thập chữ ký ủng hộ xây dựng tượng. Quyên góp chủ yếu đến từ các tín hữu. Thiết kế được cân nhắc cho "Tượng Chúa" gồm một tương trưng của Thánh giá, một tượng Giê-su với một địa cầu trên tay ngài, và một bệ tượng trưng cho thế giới. Tượng Chúa Cứu thế với vòng tay giang rộng là một dấu hiệu của hòa bình và được lựa chọn.
Kỹ sư địa phương Heitor da Silva Costa thiết kế tượng; người điêu khắc là Paul Landowski. Mặt tượng là công việc của nhà điêu khắc người Romania Gheorghe Leonida, và ông trở nên nổi tiếng nhờ việc này.
Một nhóm kỹ sư và kỹ thuật viên nghiên cứu những đệ trình của Landowski và quyết định xây cấu trúc bằng bê tông cốt thép thay vì bằng thép, phù hợp hơn với một tượng hình thánh giá. Lớp bên ngoài là steatit, được lựa chọn do phẩm chất vĩnh cửu và dễ sử dụng. Việc xây dựng kéo dài trong chín năm, từ 1922 đến 1931 và chi phí tương đương 250.000 đô la Mỹ (4.100.000 đô la Mỹ vào năm 2022). Công trình kỉ niệm khánh thành vào ngày 12 tháng 10 năm 1931. Trong lễ khánh thành, tượng được chiếu sát bằng một bộ đèn pha được bật từ xa bằng vô tuyến sóng ngắn bởi nhà phát minh Guglielmo Marconi, đặt tại Roma cách đó 9.200 km.
Vào tháng 10 năm 2006, nhân kỷ niệm lần thứ 75 tượng được hoàn thành, Tổng giám mục Rio là Eusebio Oscar Scheid cung hiến một nhà thờ nhỏ ở bên dưới tượng, đặt theo tên thánh bảo trợ của Brasil là Đức Mẹ hiển linh. Việc này cho phép các tín hữu cử hành lễ rửa tội và lễ cưới tại đây.

## Phục hồi
Tượng bị sét đánh trong một cơn dông mạnh vào ngày 10 tháng 2 năm 2008, và chịu một số tổn hại tại các ngón tay, đầu, và chân mày. Một nỗ lực tu bổ được chính phủ bang Rio de Janeiro tiến hành nhằm thay thế một số trong lớp steatit bên ngoài và tu sửa những cột thu lôi đặt trên tượng. Tượng lại chịu tổn hại do sét đánh vào ngày 17 tháng 1 năm 2014, khiến một ngón trên bàn tay phải bị bật ra.
Năm 2010, một cuộc phục hồi tượng với quy mô lớn được tiến hành. Tượng được làm sạch, vữa và steatite bao phủ tượng được thay thế, kết cấu bên trong bằng sắt được khôi phục, và công trình được làm cho chống thấm. Một sự cố xảy ra trong quá trình phục hồi, khi mà sơn được phun dọc theo cánh tay của tượng, thủ phạm sau đó xin lỗi và ra trình diện cảnh sát. Việc phục hồi sử dụng trên 60.000 phiến đá lấy từ cùng mỏ đá với tượng gốc.